# ソニー・クラーク
ソニー・クラーク（Sonny Clark、1931年7月21日-1963年1月13日）は、アメリカ合衆国ペンシルベニア州出身のジャズ・ピアニスト。主にブルーノートから作品を発表した。

## 略歴
4歳でピアノを始める。ハイスクール時代には、ピアノの他にヴィブラフォンも演奏していた。1951年には西海岸を拠点に音楽活動を開始する。1954年1月、ビリー・ホリデイのケルン公演に参加。
1957年、ニューヨークに移りソニー・ロリンズと共演。同時期にブルーノートと契約し、いわゆる「1500番台」のシリーズから、何枚かのリーダー・アルバムを発表。代表作として挙げられるのは、ジャッキー・マクリーン（サックス）やポール・チェンバース（ベース）等が参加した『クール・ストラッティン』（1958年）。とりわけ日本で人気が高く、ジャズ喫茶で頻繁に流された。しかし、本国アメリカではヒットに結びつかず、ブルーノートの創設者アルフレッド・ライオンは、日本から本作の注文が殺到したことを不思議に思ったという。
ソニーはサイドマンとしても重宝され、リー・モーガンの『キャンディ』やデクスター・ゴードンの『ゴー!』等、多数のアルバムに参加した。
1963年1月13日、ヘロインの過剰摂取により31歳で亡くなる。
没後も日本での人気は高く、1986年の第1回マウント・フジ・ジャズ・フェスティバルでトリビュートバンドが『クール・ストラッティン』再現セッションを行った際、会場は盛り上がった。

## 主な作品
- Dial "S" For Sonny（1957年）
- Sonny's Crib（1957年）
- Sonny Clark Trio（1957年）
- クール・ストラッティン / Cool Struttin'（1958年）
- Sonny Clark Trio（1960年） - 1957年の同名盤とは別物
- Leapin' And Lopin'（1961年）